# Episodi de Gli uomini della prateria (seconda stagione)
La seconda stagione della serie televisiva Gli uomini della prateria è andata in onda negli Stati Uniti dal 18 settembre 1959 al 17 giugno 1960 sulla CBS.
| nº | Titolo originale                    | Prima TV USA      | Titolo italiano | Prima TV Italia |
| -- | ----------------------------------- | ----------------- | --------------- | --------------- |
| 1  | Incident of the Day of the Dead     | 18 settembre 1959 |                 |                 |
| 2  | Incident at Dangerfield Dip         | 2 ottobre 1959    |                 |                 |
| 3  | Incident of the Shambling Man       | 9 ottobre 1959    |                 |                 |
| 4  | Incident at Jacob's Well            | 16 ottobre 1959   |                 |                 |
| 5  | Incident of the Thirteenth Man      | 23 ottobre 1959   |                 |                 |
| 6  | Incident at the Buffalo Smokehouse  | 30 ottobre 1959   |                 |                 |
| 7  | Incident of the Haunted Hills       | 6 novembre 1959   |                 |                 |
| 8  | Incident of the Stalking Death      | 13 novembre 1959  |                 |                 |
| 9  | Incident of the Valley in Shadow    | 20 novembre 1959  |                 |                 |
| 10 | Incident of the Blue Fire           | 11 dicembre 1959  |                 |                 |
| 11 | Incident at Spanish Rock            | 18 dicembre 1959  |                 |                 |
| 12 | Incident of the Druid's Curse       | 8 gennaio 1960    |                 |                 |
| 13 | Incident at Red River Station       | 15 gennaio 1960   |                 |                 |
| 14 | Incident of the Devil and His Due   | 22 gennaio 1960   |                 |                 |
| 15 | Incident of the Wanted Painter      | 29 gennaio 1960   |                 |                 |
| 16 | Incident of the Tinker's Dam        | 5 febbraio 1960   |                 |                 |
| 17 | Incident of the Night Horse         | 19 febbraio 1960  |                 |                 |
| 18 | Incident of the Sharpshooter        | 26 febbraio 1960  |                 |                 |
| 19 | Incident of the Dust Flower         | 4 marzo 1960      |                 |                 |
| 20 | Incident at Sulphur Creek           | 11 marzo 1960     |                 |                 |
| 21 | Incident of the Champagne Bottles   | 18 marzo 1960     |                 |                 |
| 22 | Incident of the Stargazer           | 1º aprile 1960    |                 |                 |
| 23 | Incident of the Dancing Death       | 8 aprile 1960     |                 |                 |
| 24 | Incident of the Arana Sacar         | 22 aprile 1960    |                 |                 |
| 25 | Incident of the Deserter            | 29 aprile 1960    |                 |                 |
| 26 | Incident of the One Hundred Amulets | 6 maggio 1960     |                 |                 |
| 27 | Incident of the Murder Steer        | 13 maggio 1960    |                 |                 |
| 28 | Incident of the Music Maker         | 20 maggio 1960    |                 |                 |
| 29 | Incident of the Silent Web          | 3 giugno 1960     |                 |                 |
| 30 | Incident of the Last Chance         | 10 giugno 1960    |                 |                 |
| 31 | Incident of the Garden of Eden      | 17 giugno 1960    |                 |                 |

## Incident of the Day of the Dead
- Prima televisiva: 18 settembre 1959
- Diretto da: Stuart Heisler
- Scritto da: Herbert Little, Jr., David Victor

### Trama
- Guest star: Connie Buck (Concha), William Fawcett (vecchio), Nancy Hadley (Ellen), Ron Soble (Tovar), Viveca Lindfors (Luisa Hadley), Carlos Romero (Goyo), Julian Rivero (Miguel), Claire Carleton (Lena Biggs), Alex Montoya (Ramon), Maurice Jara (Hey Soos), Helen Westcott (Ella Cowley), Alexander Scourby (Albert Hadley)

## Incident at Dangerfield Dip
- Prima televisiva: 2 ottobre 1959
- Diretto da: Robert D. Webb
- Soggetto di: Herbert Purdom

### Trama
- Guest star: Phillip Pine (Reese Dangerfield), Pitt Herbert (Harry), Gregg Barton (Fiske), Dorothy Morris (Mrs. Kincaid), Alan Baxter (J.B. Kincaid), Douglas Kennedy (Ewan Dangerfield), Bert Remsen (Ash)

## Incident of the Shambling Man
- Prima televisiva: 9 ottobre 1959
- Diretto da: Andrew V. McLaglen
- Scritto da: Charles Larson
- Soggetto di: Charles Larson, Fred Freiberger

### Trama
- Guest star: Pamela Duncan (donna), Stephen Joyce (Vic), Gene Nelson (Dave Thompson), Harry Carey, Jr. (Tanner), Victor McLaglen (Harry Whitman), Anne Francis (Rose Whitman), Edward Faulkner (Mason), Russell Trent (Gegg), Robert Karnes (Mel Simmons), Earle Hodgins (giudice James Cuff), Bruce Wendell (Impiegato di corte), Ann McCrea (donna), Robert Lowery (Lou Thompson)

## Incident at Jacob's Well
- Prima televisiva: 16 ottobre 1959
- Diretto da: Jack Arnold
- Scritto da: Robert Sherman

### Trama
- Guest star: Jean Allison (Melissa Calvin), Henry Rowland (Ludwig), Mason Curry (Jason Henry), Dean Williams (coltivatore), David Brian (Jacob Calvin), Patricia Medina (Ilona Calvin), Kathleen O'Malley (Mrs. Henry)

## Incident of the Thirteenth Man
- Prima televisiva: 23 ottobre 1959
- Diretto da: Jesse Hibbs
- Scritto da: Fred Freiberger
- Soggetto di: Endre Bohem

### Trama
- Guest star: Robert Cornthwaite (Richard Smith), John Indrisano (Gregg), Harry Antrim (ufficiale pubblico), Charles Tannen (Jed Hodges), John Hart (Slim), Amzie Strickland (Grace Winston), Robert Anderson (Gene Matson), Paul Fix (Ellis Williams), Edward Platt (Jason Clark), Leon Needham (Nate Harmon), Terry Becker (Seth Warner), Grant Richards (sceriffo Tom Bracken), Rush Williams (Arthur Hassig), Dick Elliott (McTavish), Iron Eyes Cody (John Red Cloud), Richard Shannon (Ed), Jerome Cowan (giudice Gerald T. Crenshaw), Patrick Macnee (Henry Watkins), Duane Grey (Doc Markham), Walter Coy (Ott), Holly Bane (Clem Jackson), Russell Thorson (Mort Billings)

## Incident at the Buffalo Smokehouse
- Prima televisiva: 30 ottobre 1959
- Diretto da: Stuart Heisler
- Scritto da: Louis Vittes

### Trama
- Guest star: Harry Swoger (Miller), Jack Weston (Julian Smith), Harry Dean Stanton (Barlowe), Karl Swenson (sergente), Vera Miles (Helen Walsh), Leif Erickson (Jeremiah Walsh), John Agar (Lon Grant), Gene Evans (Wes Thomas), J. Pat O'Malley (Matt Peeler), Bob Tetrick (soldato), Lane Bradford (Croft), Glenn Turnbull (soldato), Allison Hayes (Rose)

## Incident of the Haunted Hills
- Prima televisiva: 6 novembre 1959
- Diretto da: Jesse Hibbs
- Scritto da: Louis Vittes

### Trama
- Guest star: Charles H. Gray (Flagg), John Drew Barrymore (Tasunka), Kent Smith (capitano Loomis), Glenn Strange (capo indiano), Bart Braverman (ragazzo indiano), Moody Blanchard (Crane), Clarke Gordon (Henderson), Ron Hayes (Owens), John Kroger (Phillips), Harry Lauter (Garrison), Marya Stevens (indiana), Strother Martin (Meeker)

## Incident of the Stalking Death
- Prima televisiva: 13 novembre 1959
- Diretto da: Harmon Jones
- Scritto da: Louis Vittes
- Soggetto di: Louis Vittes, Oliver Crawford

### Trama
- Guest star: Martin Garralaga (Pedrillo), Mari Blanchard (Marguerite Calinas), Douglas Wilson (Flint), Regis Toomey (Goldie), Cesar Romero (Ben Teague), Scott Davey (Tomas), Marilyn Winston (Carlotta)

## Incident of the Valley in Shadow
- Prima televisiva: 20 novembre 1959
- Diretto da: Harmon Jones
- Scritto da: Buckley Angell

### Trama
- Guest star: John Cole (Hauck), Don C. Harvey (Collins), Arthur Batanides (Backstrom), John Erwin (Teddy), Fay Spain (Winoka/Nancy Curtis), Rick Jason (Manso), Leo Gordon (Dagget)

## Incident of the Blue Fire
- Prima televisiva: 11 dicembre 1959
- Diretto da: Charles Marquis Warren
- Scritto da: John Dunkel

### Trama
- Guest star: Joe De Santis (Jed), Skip Homeier (Lucky Markley), John Erwin (Teddy), Don C. Harvey (Collins), Eddie Little Sky (guerriero indiano)

## Incident at Spanish Rock
- Prima televisiva: 18 dicembre 1959
- Diretto da: Harmon Jones
- Scritto da: Louis Vittes

### Trama
- Guest star: Roberto Contreras (Castillo), Pepe Hern (Frank Volaro), Vincent Padula (cameriere), Jorge Moreno (Perez), Frank DeKova (Villegro), Wolfe Barzell (Julio), Jacques Aubuchon (Juan Carroyo), Elena Verdugo (Maria Carroyo), George Ramsey (ballerino)

## Incident of the Druid's Curse
- Prima televisiva: 8 gennaio 1960
- Diretto da: Jesse Hibbs
- Scritto da: Louis Vittes
- Soggetto di: Alva Hudson

### Trama
- Guest star: Stanley Adams (Crescent), Claude Akins (Jim Lark), Byron Foulger (Lismore), Luana Patten (Mave/Mona Lismore), Don Keefer (Hames)

## Incident at Red River Station
- Prima televisiva: 15 gennaio 1960
- Diretto da: Gene Fowler, Jr.
- Scritto da: Charles Larson

### Trama
- Guest star: Robert F. Simon (Junkin), Stanley Clements (Lon Paris), Kim Hector (Raymond Junkin), Earle Hodgins (predicatore), James Dunn (dottor Solomon Flood), Glen Gordon (guardia), William Tannen (Wiley), Francis Morris (Hannah Junkin), Peter Adams (tenente Shaw), Dorothy Christmas (Raymond's Mother)

## Incident of the Devil and His Due
- Prima televisiva: 22 gennaio 1960
- Diretto da: Harmon Jones
- Scritto da: Samuel Newman, Louis Vittes

### Trama
- Guest star: Tudor Owen (Riley), Fred Sherman (Dooley), Ralph Reed (Hal Burton), Louis Jean Heydt (Wilson), Neville Brand (Gaff), Sheila Bromley (Mrs. Burton), James Griffith (Maury), John Pickard (Owens), C. Lindsay Workman (Hooper), Barbara Morrison (Mrs. Gary), Peter Mamakos (Eddie), Hank Worden (Joe Wendell)

## Incident of the Wanted Painter
- Prima televisiva: 29 gennaio 1960
- Diretto da: Harmon Jones
- Scritto da: Charles Larson

### Trama
- Guest star: Charles Maxwell (Charfee), Steve Brodie (Marshal Coogan), Dennis Cross (Clements), Frank Wolff (Holzman), Norman Winston (sergente Todd), Arthur Franz (Charles Fredericks), Rex Holman (Harry), Robert Lowery (maggiore Sinclair)

## Incident of the Tinker's Dam
- Prima televisiva: 5 febbraio 1960
- Diretto da: Gene Fowler, Jr.
- Scritto da: Jan Winters

### Trama
- Guest star: Ron Soble (Hansho), Herbert Patterson (sergente Gregory), Iron Eyes Cody (Blue Deer), Estelita Zarco (Kiowa Woman), Regis Toomey (T.J. Wishbone), Jeanne Bates (Mrs. Wayne), Monte Blue (Wanakawa), Robert Chadwick (Kaiwie), Rus Conklin (Fleet Foot), Anthony Dexter (capo), Ray Montgomery (caporale Anderson), John Cole (Bailey)

## Incident of the Night Horse
- Prima televisiva: 19 febbraio 1960
- Diretto da: Joseph Kane
- Scritto da: John Dunkel

### Trama
- Guest star: Judy Nugent (Willie Carst), George D. Wallace (Jed Carst), Madeleine Taylor Holmes (Sari Carst), John Erwin (Teddy)

## Incident of the Sharpshooter
- Prima televisiva: 26 febbraio 1960
- Diretto da: Jesse Hibbs
- Scritto da: Winston Miller

### Trama
- Guest star: Morgan Jones (Red), Raymond Greenleaf (giudice Sanders), George Hickman (ubriaco), Terry Loomis (ragazza), Jock Mahoney (Vance/Jonathan Williams), Hugh Sanders (sceriffo Fisher), Norman Leavitt (impiegato dell'hotel), Olan Soule (Styles), Stafford Repp (sindaco Watkins), Harry Ellerbe (Fred Milton), Keene Duncan (sceriffo Brown)

## Incident of the Dust Flower
- Prima televisiva: 4 marzo 1960
- Diretto da: Ted Post
- Scritto da: Winston Miller

### Trama
- Guest star: Frances Bavier (Ellen Ferguson), Doreen Lang (Julia), Arthur Shields (Sam Cartwright), Fern Barry (Mrs. Riddle), Tom Drake (Henry Fisher), Don Happy (conducente della diligenza), Len Hendry (Mr. Riddle), Margaret Phillips (Sophie Cartwright)

## Incident at Sulphur Creek
- Prima televisiva: 11 marzo 1960
- Diretto da: Harmon Jones
- Scritto da: Louis Vittes

### Trama
- Guest star: Duane Grey (Thurman), Joseph Vitale (capo), K. L. Smith (Chuck), James Gavin (Williams), John Dehner (Arvid Lacey), Jan Shepard (Clara Lacey), Ross Ford (Brad Lacey), Charles Aidman (Waltzer), Howard Wendell (Porteous), X Brands (Kah-Wah)

## Incident of the Champagne Bottles
- Prima televisiva: 18 marzo 1960
- Diretto da: Joseph Kane
- Scritto da: Louis Vittes

### Trama
- Guest star: Hugh Marlowe (James Parker), Patricia Barry (Susan Parker), Lane Bradford (Matt Holden), John Hart (Murdoch)

## Incident of the Stargazer
- Prima televisiva: 1º aprile 1960
- Diretto da: Harmon Jones
- Scritto da: Louis Vittes

### Trama
- Guest star: Jonathan Hole (Josiah Grimby), Ted de Corsia (Gunnison), Tom Fadden (giudice Nield), Marya Stevens (Teela), Buddy Ebsen (Will Kinch), Dorothy Green (Marissa Turner), Richard Webb (Henry Walker), Kelton Garwood (Hutchins)

## Incident of the Dancing Death
- Prima televisiva: 8 aprile 1960
- Diretto da: William F. Claxton
- Soggetto di: James Edmiston, Dallas Gaultois

### Trama
- Guest star: Warren Oates (Marco), Paul Picerni (Bahari), Bill Talent (Pana), Michael Mark (Gypsy), Mabel Albertson (Kalla), Kipp Hamilton (Shezoe), Anthony Caruso (Cullen), John Cole (Bailey)

## Incident of the Arana Sacar
- Prima televisiva: 22 aprile 1960
- Diretto da: Joseph Kane
- Soggetto di: Charles Marquis Warren

### Trama
- Guest star: Chris Alcaide (Pagan), Russell Arms (Joel Belden), Charles Fredericks (Strader), Hal Baylor (Myles), Cloris Leachman (Mary Ann Belden), John Cole (Bailey)

## Incident of the Deserter
- Prima televisiva: 29 aprile 1960
- Diretto da: Gerd Oswald
- Scritto da: Louis Vittes

### Trama
- Guest star: Curt Barrett (Logan), Walter Burke (Dimity), Rush Williams (Hall), Bob Steele (Grogan), Sheila Bromley (Mrs. Spencer), William Tannen (Noah Detrick), Michael Granger (Yuber), Dorothy Christmas (Mrs. Logan)

## Incident of the One Hundred Amulets
- Prima televisiva: 6 maggio 1960
- Diretto da: Stuart Heisler
- Scritto da: Fred Freiberger, Louis Vittes

### Trama
- Guest star: Peter Whitney (Jake Tenney), Patricia Michon (Polly Morgan), Virginia Christine (Sarah Tenney), Ed Nelson (Chuck Whitaker), John Erwin (Teddy), Carol Anne Seflinger (Ellen Tenney), Whit Bissell (Doc Taggart), R.G. Armstrong (Burke), Richard Reeves (sceriffo), Argentina Brunetti (Rosa Patines), Vaughn Taylor (Perce Morgan), Alex Montoya (Lopez)

## Incident of the Murder Steer
- Prima televisiva: 13 maggio 1960
- Diretto da: Joseph Kane
- Scritto da: John Dunkel

### Trama
- Guest star: Stephen Joyce (Hanson Buck), Howard Petrie (Abner Carter), Bobby Jordan (Adair), Whitney Blake (Callie Carter), James Franciscus (Andy Nye), Paul Lukather (Gus Price), John Erwin (Teddy)

## Incident of the Music Maker
- Prima televisiva: 20 maggio 1960
- Diretto da: R. G. Springsteen
- Scritto da: Charles Larson

### Trama
- Guest star: Ted Stanhope (Bill Kelly), Werner Klemperer (Kessel), Bob Duggan (soldato), John Cole (Bailey), Jered Barclay (Fran Zwahlen), Peter Whitney (Anton Zwahlen), Lili Kardell (Maria Zwahlen), Norman Winston (Sepp Zwahlen), Jerry Duran (Willy Zwahlen), Robert Boon (Ernest Zwahlen), X Brands (capo indiano), Robert Griffin (Marshal)

## Incident of the Silent Web
- Prima televisiva: 3 giugno 1960
- Diretto da: Joseph Kane
- Scritto da: Winston Miller, Charles Smith

### Trama
- Guest star: Reba Waters (Jeanie Porter), Don Haggerty (Chaney), Charles Maxwell (John Taggatt), Paul Langton (Henry Porter), William Thourlby (Morgan)

## Incident of the Last Chance
- Prima televisiva: 10 giugno 1960
- Diretto da: Ted Post
- Scritto da: Winston Miller

### Trama
- Guest star: John Marley (Little Cloud), Bob Hopkins (Denton), Hank Patterson (Dan Simmons), Roxane Berard (Marcia Eaton), John Kerr (Bert Eaton), William D. Gordon (Sid Gorman), Jon Lormer (Harry Gillespie), Kathryn Card (Edna Gillespie), Dick Elliott (Sam Davis)

## Incident of the Garden of Eden
- Prima televisiva: 17 giugno 1960
- Diretto da: Joseph Kane
- Scritto da: Louis Vittes

### Trama
- Guest star: J. Pat O'Malley (Oliver), Robert Coote (Sir Richard Ashley), John Cole (indiano), Adrienne Marden (Oneewa), John Ireland (Winch), Debra Paget (Laura Ashley), Gregory Walcott (Crane), Patrick O'Moore (Tompkins), John Hoyt (Harry Wilks), Charles Davis (Higgins)